# Baianópolis
Baianópolis is een gemeente in de Braziliaanse deelstaat Bahia. De gemeente telt 14.195 inwoners (schatting 2009).